# Popis epizoda serije Mućke
U nastavku je popis epizoda britanskog televizijskog sitcoma Mućke (eng. Only Fools and Horses) koji se prikazivao na kanalu BBC One od 1981. do 2003. godine. 
Standardne epizode serije, podijeljene u sedam sezona, prikazivale su se od 8. rujna 1981. do 3. veljače 1991. i obično su bile popraćene jednim božićnim specijalom godišnje. Nakon prestanka prikazivanija standardnih epizoda, dodatnih deset božićnih specijala bilo je prikazano u razdoblju između 1991. i 2003. godine. Posljednja, ukupno 64. epizoda serije, prikazana je 25. prosinca 2003.
Serija se u Hrvatskoj prikazivala na HRT-u, a repirziraju ju RTL 2, RTL Kockica i dostupna je na platformi Voyo.

## Pregled serije
| Sezona   | Sezona    | Epizode            | Prvo prikazivanje   | Prvo prikazivanje   |
| Sezona   | Sezona    | Epizode            | Premijera           | Finale              |
| -------- | --------- | ------------------ | ------------------- | ------------------- |
|          | 1.        | 6                  | 8. rujna 1981.      | 13. listopada 1981. |
| Specijal | 1.        | 28. prosinca 1981. | 28. prosinca 1981.  |                     |
|          | 2.        | 7                  | 21. listopada 1982. | 2. prosinca 1982.   |
| Specijal | 2.        | 30. prosinca 1982. | 30. prosinca 1982.  |                     |
|          | 3.        | 7                  | 10. studenoga 1983. | 22. prosinca 1983.  |
| Specijal | 3.        | 25. prosinca 1983. | 25. prosinca 1983.  |                     |
|          | 4.        | 7                  | 21. veljače 1985.   | 4. travnja 1985.    |
| Specijal | 4.        | 25. prosinca 1985. | 25. prosinca 1985.  |                     |
|          | 5.        | 6                  | 31. kolovoza 1986.  | 5. listopada 1986.  |
| Specijal | 5.        | 25. prosinca 1986. | 25. prosinca 1986.  |                     |
| Specijal | 5.        | 25. prosinca 1987. |                     |                     |
|          | 6.        | Specijal           | 25. prosinca 1988.  | 25. prosinca 1988.  |
| 6        | 6.        | 8. siječnja 1989.  | 12. veljače 1989.   |                     |
| Specijal | 6.        | 25. prosinca 1989. | 25. prosinca 1989.  |                     |
|          | 7.        | Specijal           | 25. prosinca 1990.  | 25. prosinca 1990.  |
| 6        | 7.        | 30. prosinca 1990. | 3. veljače 1991.    |                     |
|          | Specijali | 2                  | 24. prosinca 1991.  | 25. prosinca 1991.  |
| 2        | Specijali | 25. prosinca 1992. | 25. prosinca 1993.  |                     |
| 3        | Specijali | 25. prosinca 1996. | 29. prosinca 1996.  |                     |
| 3        | Specijali | 25. prosinca 2001. | 25. prosinca 2003.  |                     |

## Epizode

### Prva sezona (1981.)
| Br. u seriji | Br. u sezoni | Naslov                    | Producent        | Redatelj         | Scenarist     | Trajanje | Prikazivanje        | Gledanost |         |         |         |         |         |         |         |
| Epizode | Epizode      | Epizode                   | Epizode          | Epizode          | Epizode       | Epizode  | Epizode             | Epizode   | Epizode | Epizode | Epizode | Epizode | Epizode | Epizode | Epizode |
| --- | ------------ | ------------------------- | ---------------- | ---------------- | ------------- | -------- | ------------------- | --------- | ------- | ------- | ------- | ------- | ------- | ------- | ------- |
| 1. | 1.           | "Big Brother"             | Ray Butt         | Martin Shardlow  | John Sullivan | 29 min.  | 8. rujna 1981.      | 9,2 mil.  |         |         |         |         |         |         |         |
| Del se sastaje s prijateljem Brzim kako bi kupio neke aktovke. Međutim, ubrzo se pokazuje ne samo da su ukrane, nego su i tvornički otpad - kombinacije za njih nalaze su u njihovoj unutrašnjosti. Rodney savjetuje Dela da ih baci u rijeku. Svađa između braće prerasta u opću zavadu nakon što Djedu, zbog manjka sredstava, donesu cheeseburger umjesto hamburgera. Sljedećeg dana, Del Boy luta po Londonu, tražeći Rodneyja i usput pokušavajući prodati aktovke jer ih prethodno nije uspio prodati svojim telefonskim kontaktima. |              |                           |                  |                  |               |          |                     |           |         |         |         |         |         |         |         |
| 2. | 2.           | "Go West Young Man"       | Ray Butt         | Martin Shardlow  | John Sullivan | 30 min.  | 15. rujna 1981.     | 6,1 mil.  |         |         |         |         |         |         |         |
| Društveni je život za Rodneyja opet postao zbrka. Njegov prijatelj Mickey Pearce preoteo mu je posljednju djevojku, Monicu. Ali Del Boy pronalazi novi način za sitnu zaradu nakon što u Boyciejevu auto-salonu ugleda raštimanu Mark II Cortinu. Del prodaje Cortinu Australcu za 199 funti. Osim toga, Trotteri na tjedan dana dobivaju Boyciejev Jaguar da ga pričuvaju u svojoj garaži. |              |                           |                  |                  |               |          |                     |           |         |         |         |         |         |         |         |
| 3. | 3.           | "Cash and Curry"          | Ray Butt         | Martin Shardlow  | John Sullivan | 29 min.  | 22. rujna 1981.     | 7,3 mil.  |         |         |         |         |         |         |         |
| Na večeri Trgovačke komore Camberwella, Del Boy upoznaje i sprijatelji se s Indijcem zvanim Vimmal Malik. Ispred palače, Del i Rodney ne nesmotreno upuštaju u svađu s g. Rahnom (Renu Setna), koji im kaže kako je dugogodišnjoj svađi s Malikom. Nakon što se situacija između Dela i Rahna otela kontroli, na Dela nasrće Rahnov krupni tjelohranitelj, ali ga ovaj lukavo sruši na pod. U međuvremenu, Malik i Rahn zbijaju šale o gluposti braće Trotter koji su nasjeli na njihovu prijevaru.                                        |              |                           |                  |                  |               |          |                     |           |         |         |         |         |         |         |         |
| 4. | 4.           | "The Second Time Around"  | Ray Butt         | Martin Shardlow  | John Sullivan | 30 min.  | 29. rujna 1981.     | 7,8 mil.  |         |         |         |         |         |         |         |
| Del Boy i Rodney prodaju rupce na tržnici. Zatim odlaze na piće, gdje se Del iznenadi nakon što ugleda jednu od svojih starih djevojaka, Pauline Harris, koja se vratila u London nakon 12 godina. Pauline kaže Delu da je nakon smrti svog muža Bobbyja Fincha radila kao stjuardesa u San Franciscu. Del odlučuje organizirati spoj s Pauline kako bi obnovili svoju vezu, ali se Rodney ne slaže s tim budući da zna kakva je Pauline uistinu osoba te sada sumnja da je možda hladnokrvni ubojica.                                     |              |                           |                  |                  |               |          |                     |           |         |         |         |         |         |         |         |
| 5. | 5.           | "A Slow Bus To Chingford" | Ray Butt         | Martin Shardlow  | John Sullivan | 29 min.  | 6. listopada 1981.  | 7,0 mil.  |         |         |         |         |         |         |         |
| Rodney pozove svoju djevojku u stan, a Del Boy mu pronalazi posao noćnog čuvara u tvrtki Trotter Watch. Rodneyjev je zadatak čuvati spremište autobusa, a Del ga uplaši zviždeći zajedno s njim. Sljedećeg jutra, Djed kaže Delu da je tijekom rata radio kao čuvar. Rodney se probudi tek kako bi čuo Delovu najnoviju shemu za bogaćenje preko noći: Trotterov etnički obilazak! Rodney će voziti, Del će biti vodič obilaska, a Djed će poslati letke u svaki dio Londona.                                                              |              |                           |                  |                  |               |          |                     |           |         |         |         |         |         |         |         |
| 6. | 6.           | "A Slow Bus To Chingford" | Ray Butt         | Martin Shardlow  | John Sullivan | 30 min.  | 13. listopada 1981. | 8,8 mil.  |         |         |         |         |         |         |         |
| Del Boy kupi hrpu cigli, a ispod njih ubrzo otkriva nekoliko kutija olova. Rodney u papirima koji dolaze s olovom otkriva kako se radi o nuklearnom skloništu vlastite izrade. Rodney nagovara Dela da, budući da je na vidiku Treći svjetski rat, sagrade sklonište, a ne da ga prodaju. Del pristane testirati sklonište preko vikenda. |              |                           |                  |                  |               |          |                     |           |         |         |         |         |         |         |         |
| Božićni specijal (1981.) |              |                           |                  |                  |               |          |                     |           |         |         |         |         |         |         |         |
| 7. | –            | "Christmas Crackers"      | Bernard Thompson | Bernard Thompson | John Sullivan | 35 min.  | 28. prosinca 1981.  | 7,5 mil.  |         |         |         |         |         |         |         |
| Božić je, a Djed, pripremajući božićni ručak, uspijeva ga upropastiti nedovoljno pečenom puricom, ostavljanjem iznutrica i zapečenim božićnim pudingom. Rodney se dosađuje lošim televizijskim programom budući da se na jedina dva programa emitira cirkus pa uzima knjigu o govoru tijela koju mu je posudio Mickey Pearce, te predloži da on i Del Boy odu van. Del odbije, rekavši kako ne može ostaviti Djeda, koji malo nakon toga odlazi na zabavu u dom umirovljenika.                                                             |              |                           |                  |                  |               |          |                     |           |         |         |         |         |         |         |         |

### Druga sezona (1982.)
| Br. u seriji | Br. u sezoni | Naslov                     | Producent | Redatelj | Scenarist     | Trajanje | Prikazivanje        | Gledanost |         |         |         |         |         |         |         |
| Epizode | Epizode      | Epizode                    | Epizode   | Epizode  | Epizode       | Epizode  | Epizode             | Epizode   | Epizode | Epizode | Epizode | Epizode | Epizode | Epizode | Epizode |
| --- | ------------ | -------------------------- | --------- | -------- | ------------- | -------- | ------------------- | --------- | ------- | ------- | ------- | ------- | ------- | ------- | ------- |
| 8. | 1.           | "The Long Legs of the Law" | Ray Butt  | Ray Butt | John Sullivan | 28 min.  | 21. listopada 1982. | 7,7 mil.  |         |         |         |         |         |         |         |
| Jutro je poslije nakon zabave u Kobiljoj glavi na kojoj su bili Del Boy i Rodney, a koja se umalo pretvorila u opći nered. Otkriva se kako je u pivnicu poslana mlada policajka kako bi smirila situaciju, a Del provocira Rodneyja jer ju je ovaj pokušao pozvati na spoj dok je privodila prijestupnike. Rodney tek kasnije otkriva kako je bio uspješan i da je, na Delov užas, dogovorio spoj s njom. |              |                            |           |          |               |          |                     |           |         |         |         |         |         |         |         |
| 9. | 2.           | "Ashes to Ashes"           | Ray Butt  | Ray Butt | John Sullivan | 29 min.  | 28. listopada 1982. | 10,1 mil. |         |         |         |         |         |         |         |
| Del Boy i Rodney u poslovnoj su kolotečini, a dolazi Brzi i upita ih hoće li doći na sprovod njegove bake Alice. Nakon što su shvatili kako su oni jedini sudionici komemoracije, Trotteri se dogovore. Kasnije, nakon sprovoda, Del, Rodney, Trigger i Djed odlaze u Aliceinu kuću, a Brzi kaže Trotterima da mu je otac umro prije nego što se rodio, kao i priču o tome kako je Alice koketirala s nekim dok se njezin muž Arthur borio u ratu. Među ostalim stvarima, u kući se nalaze dvije urne koje Del namjerava prodati.                                                                                       |              |                            |           |          |               |          |                     |           |         |         |         |         |         |         |         |
| 10. | 3.           | "A Losing Streak"          | Ray Butt  | Ray Butt | John Sullivan | 30 min.  | 4. studenoga 1982.  | 7,5 mil.  |         |         |         |         |         |         |         |
| Del Boy, Rodney, i djed proizvode neku vrst jeftinog parfema samo kako bi zaradili novac nakon što je Del izgubio veliku količinu novca na pokeru s Boyciejem, što Del pripisuje "gubitničkom nizu". Djed pokazuje Delu novčić s dvije glave kojeg je dobio od nekog Škota za vrijeme rata te savjetuje Delu da ga iskoristi protiv Boycieja. Djed se jasno prisjeća priče koja stoji iza novčića. Prema njegovim riječima, čovjek je rekao: "Želim da imaš nešto po čemu ćeš me pamtiti, Trotteru. Uzmi moj sretni novčić." Zatim je otišao (prema Delu, dezertirao je, a ne poginuo).                                 |              |                            |           |          |               |          |                     |           |         |         |         |         |         |         |         |
| 11. | 4.           | "No Greater Love"          | Ray Butt  | Ray Butt | John Sullivan | 29 min.  | 11. studenoga 1982. | 8,6 mil.  |         |         |         |         |         |         |         |
| Trotteri dolaze u London prodavati kapute od devine kože, a namjeravaju obaviti dobru prodaju kod gđe. Singh. Ali kad Rodney otvori vrata njene kuće, susretne ženu po imenu Irene, koja mu kaže kako se gđa. Singh odselila prije neka tri tjedna. Rodney ulazi u Irenein stan i odmah daje do znanja kako mu nije odbojna. Irene kaže Rodneyju da ima 40 godina, da je udana i da ima sina tinejdžera Marcusa. Spominje i kako njezin muž Tommy Mackay, koji je "na poslovnom putovanju, a dolazi za 6 mjeseci." On zapravo služi zatvorsku kaznu u Parkhurstu zbog ranjavanja s predumišljajem te pokušaja ubojstva. |              |                            |           |          |               |          |                     |           |         |         |         |         |         |         |         |
| 12. | 5.           | "The Yellow Peril"         | Ray Butt  | Ray Butt | John Sullivan | 28 min.  | 18. studenoga 1982. | 8,2 mil.  |         |         |         |         |         |         |         |
| Del Boy u kineskom restoranu zvanom Zlatni lotus obećava vlasniku g. Chinu da će mu oličiti kuhinju prije dolaska sanitarnih inspektora. Ali Del to ne može učiniti istog dana jer je godišnjica njegove i Rodneyjeve majke Joan. Na groblju, dok gledaju grobnicu njihove majke od fiberglasa, Del kaže Rodneyju da se sjeća riječi koje mu je majka rekla na posmrtnoj postelji: "Pazi na Rodneyja za mene, Del Boy. Dijeli s njim sve, pokušaj učiniti da se osjeća normalno..." Del nakon toga zamoli Rodneyja da mu sutra pomogne oličiti kuhinju u Zlatnom lotusu.                                                |              |                            |           |          |               |          |                     |           |         |         |         |         |         |         |         |
| 13. | 6.           | "It Never Rains..."        | Ray Butt  | Ray Butt | John Sullivan | 29 min.  | 25. studenoga 1982. | 9,5 mil.  |         |         |         |         |         |         |         |
| U Peckhamu već četiri dana kiši, a Trotteri nisu uspjeli prodati nijedan šešir za sunce. U Kobiljoj glavi, Del Boy naleti na svog prijatelja Alexa, trgovačkog agenta kojeg u zadnje vrijeme ne služi sreća. Upuštaju se u razgovor o udruživanju svojih poslova, a Del predloži da Alex ponudi 80 posto popusta sljedećoj mušteriji, za koju se ispostavlja da je upravo Del. Del u stanu kaže Rodneyju i djedu da putuju u Benidorm u Španjolsku. Rodney je zabrinut da će ih djed usporiti, ali mu Del samo kaže da se pomiri s tim.                                                                                 |              |                            |           |          |               |          |                     |           |         |         |         |         |         |         |         |
| 14. | 7.           | "A Touch of Glass"         | Ray Butt  | Ray Butt | John Sullivan | 27 min.  | 2. prosinca 1982.   | 10,2 mil. |         |         |         |         |         |         |         |
| Tijekom putovanja na selo u kupnju kristalnih mačaka, Del Boy, Rodney i Djed se zaustave na cesti kako bi pomogli ženi čiji se auto pokvario. Ispostavlja se da je žena plemkinja, lady Ridgemere. Odšlepaju je kući, a lord Ridgemere ih nevoljko pozove na piće. Trotteri ostaju duže od predviđenog. Del načuje lordovu svađu preko telefona o cijeni čišćenja njihovih dvaju neprocjenjivih lustera. Del zatim uvjeri lorda da su lusteri obiteljski posao Trotterovih te se dogovori kako će obaviti posao po nižoj cijeni.                                                                                        |              |                            |           |          |               |          |                     |           |         |         |         |         |         |         |         |
| Božićni specijal (1982.) |              |                            |           |          |               |          |                     |           |         |         |         |         |         |         |         |
| 15. | –            | "Diamonds Are for Heather" | Ray Butt  | Ray Butt | John Sullivan | 27 min.  | 30. prosinca 1982.  | 9,3 mil.  |         |         |         |         |         |         |         |
| U Kobiljoj glavi, Del Boy utapa svoju tugu zbog usamljenosti i tješi se naručivši od mariachi sastava pjesmu "Old Shep". Susreće i prelijepu ženu zvanu Heather kojoj, čini se, nedostaje društva. Del je kao pravi džentlmen zabavi i otprati kući. Nakon što je otpratio do njenog stana, Del otkriva da Heather ima malog dječaka Darrena, koji ima 3 godine, te muža Vica, za kojeg se čini kako se prije šest mjeseci pridružio dugom redu na Burzi i nikad se nije vratio. U sljedećih šest tjedana, romansa između Dela i Heather cvjeta.                                                                        |              |                            |           |          |               |          |                     |           |         |         |         |         |         |         |         |

### Treća sezona (1983.)
| Br. u seriji | Br. u sezoni | Naslov                      | Producent | Redatelj | Scenarist     | Trajanje | Prikazivanje        | Gledanost |         |         |         |         |         |         |         |
| Epizode | Epizode      | Epizode                     | Epizode   | Epizode  | Epizode       | Epizode  | Epizode             | Epizode   | Epizode | Epizode | Epizode | Epizode | Epizode | Epizode | Epizode |
| --- | ------------ | --------------------------- | --------- | -------- | ------------- | -------- | ------------------- | --------- | ------- | ------- | ------- | ------- | ------- | ------- | ------- |
| 16. | 1.           | "Homesick"                  | Ray Butt  | Ray Butt | John Sullivan | 30 min.  | 10. studenoga 1983. | 9,4 mil.  |         |         |         |         |         |         |         |
| Dok se Del Boy sprema za izlazak s konobaricom iz pizzerije, Rodney namjerava otići na sastanak lokalnog Udruženja stanara i izvijestiti o mnogim problemima koji se moraju riješiti, uključujući pokvareno dizalo. Na sastanku, na kojem se pojavljuju samo Rodney, Brzi i predsjedatelj Baz, koji spominje kako je potpredsjednik umro noć prije, te da želi izabrati novog potpredsjednika, Brzi predlaže Rodneyja za spomenutu poziciju. Sastanak počinje, a Baz podnosi ostavku i odmah promovira Rodneyja na mjesto predsjedavajućeg. Kasnije na tržnici, Rodney ispriča Delu sve o Margaret Mackenzie iz Udruženja stanara.                      |              |                             |           |          |               |          |                     |           |         |         |         |         |         |         |         |
| 17. | 2.           | "Healthy Competition"       | Ray Butt  | Ray Butt | John Sullivan | 28 min.  | 17. studenoga 1983. | 9,7 mil.  |         |         |         |         |         |         |         |
| Nakon svađe s Del Boyem oko toga kako nije vidio nadolazećeg policajca na tržnici, što je preraslo u mahniti bijeg, Rodney obavještava Dela i Djeda da ima drugih stvari na pameti te da napušta Trotters Independent Traders kako bi sklopio poslovno partnerstvo s prijateljem Mickeyjem Pearceom. Del i Djed upozoravaju Rodneyja da se Mickeyju ne smije vjerovati te da nema osjećaja za posao, ali Rodney odbaci njihova upozorenja. Del upozori Rodneyja da pokretanje vlastitog biznisa podrazumijeva da će od sada sve plaćati sam, ali se Rodney ne obazire, inzistirajući kako se može dokazati da je dobar kao Del.                         |              |                             |           |          |               |          |                     |           |         |         |         |         |         |         |         |
| 18. | 3.           | "Friday the 14th"           | Ray Butt  | Ray Butt | John Sullivan | 29 min.  | 24. studenoga 1983. | 9,7 mil.  |         |         |         |         |         |         |         |
| U jednoj od svojih mućki kako se obogatiti preko noći, Del Boy sklapa posao s Boyciejem i vlasnikom ribljeg restorana, prema kojoj bi on, Rodney i djed odsjeli u Boyciejevoj vikendici u Cornwall, podmitili lokalnog lugara i ulovili nešto lososa. Trojac stiže u Cornwall tijekom velike oluje, a zaustavlja ih policajac, koji ih obavještava da je osuđeni ubojica iskoristio nestanak struje i pobjegao iz lokalne umobolnice. Prije točno deset godina sjekirom je ubio skupinu ribiča. |              |                             |           |          |               |          |                     |           |         |         |         |         |         |         |         |
| 19. | 4.           | "Yesterday Never Comes"     | Ray Butt  | Ray Butt | John Sullivan | 29 min.  | 1. prosinca 1983.   | 10,6 mil. |         |         |         |         |         |         |         |
| Del Boy ulazi u svijet skupocjenih umjetnina nakon što se zaljubi u otmjenu vlasnicu antikvarijata Mirandu Davenport. Pokuša joj prodati vrlo staru komodu za koju tvrdi da potječe iz ere kraljice Ane, ali se na njoj jasno može vidjeti riječ "Fyffes", a i crvotočina je. Međutim, ona otkriva sliku - skupocjeno djelo slikara Joshue Blythea iz 19. stoljeća - koju Del drži na zidu u dnevnom boravku, ali očigledno ne shvaća njenu vrijednost. Miranda ga ubrzo zavede i dobije sliku kao rođendanski dar. Misleći kako je zaljubljen, Del odlazi u njen antikvarijat, ali ga ondje obavještavaju kako je ona otišla u lokalnu aukcijsku kuću. |              |                             |           |          |               |          |                     |           |         |         |         |         |         |         |         |
| 20. | 5.           | "May The Force Be With You" | Ray Butt  | Ray Butt | John Sullivan | 29 min.  | 8. prosinca 1983.   | 10,7 mil. |         |         |         |         |         |         |         |
| Roy Slater, korumpirani policajac i omraženi Del Boyev školski kolega, vratio se u Peckham. Susreće se s Brzim i Boyciejem – koji su užasnuti njegovim povratkom – u Kobiljoj glavi, te objavljuje kako je nedavno promoviran u detektiva inspektora. Počne se raspitivati o Del Boyu, posebno u vezi ukradene mikrovalne pećnice te počne razgovarati s Rodneyjem, koji nije svjestan da je Slater policajac, budući da mu je rekao kako je samo stari Delov prijatelj. Brzi i Boycie ubrzo se ispričaju i nestanu, a Brzi neuspješno pokuša upozoriti Rodneyja na Slaterov pravi identitet.                                                           |              |                             |           |          |               |          |                     |           |         |         |         |         |         |         |         |
| 21. | 6.           | "Wanted"                    | Ray Butt  | Ray Butt | John Sullivan | 29 min.  | 15. prosinca 1983.  | 11,2 mil. |         |         |         |         |         |         |         |
| Rodney i Mickey Pearce pokušavaju uloviti djevojke u Kobiljoj glavi, ali dolazi Del Boy i pokvari im zabavu. Dok Rodney šeta kući, naiđe na mentalno i fizički nestabilnu pijanu ženu koja čeka autobus, ali kad je umalo pala, Rodney pruži ruke kako bi je uhvatio, ali žena počne vikati da je pipka. Rodney je pokuša smiriti rekavši joj da je liječnik, a zatim otrči u noć. Sljedećeg jutra, Del saznaje za cijelu epizodu i zabrine Rodneyja, koji nakon toga pobjegne, na Delov očaj. |              |                             |           |          |               |          |                     |           |         |         |         |         |         |         |         |
| 22. | 7.           | "Who's a Pretty Boy?"       | Ray Butt  | Ray Butt | John Sullivan | 29 min.  | 22. prosinca 1983.  | 11,9 mil. |         |         |         |         |         |         |         |
| Del Boy je ljubomoran na Brendana O' Shaughnessyja, iskusnog ličioca i dekoratera, koji mu je prodao limenku sive boje za borbene brodove umjesto bijele. Del dobije priliku za osvetu nakon što čuje kako mu prijatelj Denzil traži ličioca za svoj stan. Kako bi ga nagovorio da to bude on, Del uvjerava Denzila da je Brendan bio dobar čovjek, koji je bio odličan ličilac te da je napravio dobar posao kojeg je Del vidio tek nakon požara. |              |                             |           |          |               |          |                     |           |         |         |         |         |         |         |         |
| Božićni specijal (1983.) |              |                             |           |          |               |          |                     |           |         |         |         |         |         |         |         |
| 23. | –            | "Thicker than Water"        | Ray Butt  | Ray Butt | John Sullivan | 29 min.  | 25. prosinca 1983.  | 10,8 mil. |         |         |         |         |         |         |         |
| Rodney i djed na Božić gledaju stari crno-bijeli film kad im se na vratima pojavi nepoznati muškarac. Ispostavlja se da je stranac Del Boyev i Rodneyjev otac Reg, koji ih je napustio 1965. Rodney nema pojma tko je on sve dok mu djed to ne kaže, nakon čega on ne zna kako bi reagirao; međutim, nakon što Del to čuje i dođe kući kako bi ga izbacio, Rodney ga nagovara da mu dadne drugu priliku, s čim se djed složi budući da mu je Reg jedini sin. Reg dvojici svojih sinova i ocu kaže da je živio u Newcastleu, a nakon posjeta bolnici, dijagnosticiran mu je nasljedni krvni poremećaj.                                                   |              |                             |           |          |               |          |                     |           |         |         |         |         |         |         |         |

### Četvrta sezona (1985.)
| Br. u seriji | Br. u sezoni | Naslov                     | Producent | Redatelj     | Scenarist     | Trajanje | Prikazivanje       | Gledanost |         |         |         |         |         |         |         |
| Epizode | Epizode      | Epizode                    | Epizode   | Epizode      | Epizode       | Epizode  | Epizode            | Epizode   | Epizode | Epizode | Epizode | Epizode | Epizode | Epizode | Epizode |
| --- | ------------ | -------------------------- | --------- | ------------ | ------------- | -------- | ------------------ | --------- | ------- | ------- | ------- | ------- | ------- | ------- | ------- |
| 24. | 1.           | "Happy Returns"            | Ray Butt  | Susan Belbin | John Sullivan | 30 min.  | 21. veljače 1985.  | 15,1 mil. |         |         |         |         |         |         |         |
| Posljednji objekt Rodneyjeve žudnje je lijepa prodavačica s kioska Debbie, kojoj se i on sviđa, iako se prema tome odnosi s nešto više takta. U međuvremenu, Del Boy spašava devetogodišnjeg dječaka od jurećeg automobila. Te noći, Del opet naleti na dječaka, koji mu kaže da je u svađi s majkom jer je ispustio zrak iz kombija Trotterovih. Del mu kaže da će otići do njegove majke i reći joj kako je sve to bio izazov za Rodneyja da ponovno napumpa gumu. Del se ugodno iznenadi kad shvati da je dječakova majka June Snell, jedna od Delovih starih djevojaka iz šezdesetih.                                         |              |                            |           |              |               |          |                    |           |         |         |         |         |         |         |         |
| 25. | 2.           | "Strained Relations"       | Ray Butt  | Susan Belbin | John Sullivan | 30 min.  | 28. veljače 1985.  | 14,9 mil. |         |         |         |         |         |         |         |
| Del Boy i Rodney su shrvani jer im je umro Djed. Odlaze na sprovod, zajedno s Mikeom, Boyciejem, Brzim i sjevernolondonskim dijelom obitelji Trotter. Natrag na bdijenju u Prilazu Nelsona Mandele, Rodney se uzruja kad ugleda kako Del s prijateljima zbija šale kako bi se oraspoložio. Del i Rodney upoznaju i Djedova mlađeg brata, Ujaka Alberta, koji kaže Delu da je trebao biti njegov kum nakon što je bacao novčić sa svojim drugim bratom Georgeom i pobijedio. Kasnije te noći, svi su otišli kućama, a u stanu ostaju samo Del i Rodney, sve dok u kupaonici ne otkrivaju Alberta.                                  |              |                            |           |              |               |          |                    |           |         |         |         |         |         |         |         |
| 26. | 3.           | "Hole in One"              | Ray Butt  | Susan Belbin | John Sullivan | 29 min.  | 7. ožujka 1985.    | 13,4 mil. |         |         |         |         |         |         |         |
| Četiri su tjedna nakon što se Albert uselio kod Del Boya i Rodneyja, a financijska situacija nije nimalo blistava. Najgora je zima u više od "dva milujuna godina", a Rodney je ušao u glupu investiciju: kupio je losione za sunčanje u vrijednost od 500 funti. U Kobiljoj glavi, dok Trotteri prolaze pokraj otvora podruma, Mike pozove Dela kako bi ga priupitao nešto u vezi friteze koju mu je ovaj prodao. Odjednom se začuje snažan tresak, a braća Trotter pohrle u podrum gdje otkrivaju kako je Albert pao kroz otvor podruma.                                                                                        |              |                            |           |              |               |          |                    |           |         |         |         |         |         |         |         |
| 27. | 4.           | "It's Only Rock and Roll"  | Ray Butt  | Susan Belbin | John Sullivan | 28 min.  | 14. ožujka 1985.   | 13,6 mil. |         |         |         |         |         |         |         |
| U skladištu, dok Del Boy natovara kombi s posljednjim neprodanim artiklima, zvanima Kandy Dolls, Rodney mu kaže da se upravo pridružio bendu koji kao uzor navodi Frankie Goes to Hollywood. Del ističe da Rodney nema bubnjeva, kao i to da se ne bi smio družiti s "hrpom mulaca", pogotovo što je pjevač sastava, Mickey Maguire, divljak koji je jednom odgrizao uho drugom čovjeku. Otkriva se kako svaka Kandy Doll ima različiti glasovni čip. |              |                            |           |              |               |          |                    |           |         |         |         |         |         |         |         |
| 28. | 5.           | "Sleeping Dogs Lie"        | Ray Butt  | Susan Belbin | John Sullivan | 29 min.  | 21. ožujka 1985.   | 15,7 mil. |         |         |         |         |         |         |         |
| Dok Albert gleda stari horor, a Rodney nariče o nedostatku poslova u Londonu, Del Boy je otkrio novu priliku da postane milijunaš: čuvajući Boyciejeva i Marlenenina novog ljubimca, psa Dukea. Braća Trotter stižu u Boyciejevu kuću i shvaćaju da je Duke velika doga koja jede meso, uzima vitaminske pilule i umalo ubija ljude koji se igraju s njima. Sljedećeg dana, Del i Rodney dolaze u park. Del podsjeća Rodneyja da je njegov red da odvede Dukea na trčanje. Dok se Del odlazi udvarati lijepoj ženi koja šeta svog psa, Rodney se prestravi nakon što ugleda Dukea kako beživotno leži u pozadini njihova kombija. |              |                            |           |              |               |          |                    |           |         |         |         |         |         |         |         |
| 29. | 6.           | "Watching the Girls Go By" | Ray Butt  | Susan Belbin | John Sullivan | 29 min.  | 28. ožujka 1985.   | 14,4 mil. |         |         |         |         |         |         |         |
| U Kobiljoj glavi, dok Albert svira piano, Del Boy s lakoćom dobiva Boycieja na kartama. Ulazi Rodney, a Mike mu pruža ulaznice za zabavu u subotu navečer. Mickey Pearce vjeruje kako Rodney neće ići jer nema pratilju. Rodney kaže kako dovodi djevojku koja je velika faca u šoubiznisu, a Mickey se dogovori za okladu na pedeset funti tko je u pravu. Kasnije te večeri, natrag u Naselju Nelsona Mandele, dok Trotteri objeduju dostavnu hranu, Rodney kaže Delu i Albertu da je lagao kad je rekao Mickeyju da dovodi djevojku.                                                                                           |              |                            |           |              |               |          |                    |           |         |         |         |         |         |         |         |
| 30. | 7.           | "As One Door Closes"       | Ray Butt  | Susan Belbin | John Sullivan | 29 min.  | 4. travnja 1985.   | 14,1 mil. |         |         |         |         |         |         |         |
| Del Boyeva posljednja mućka za bogaćenje preko noći uključuje žaluzinska vrata koja je financirao s Denzilovih 2.000 funti otpremnine. Međutim, Brendan O' Shaughnessy i Teddy Cummings ne žele žaluzinska vrata, što Dela dovodi u Denzilovu nemilost. Rodney pročita članak o rijetkom leptiru i ponudi kolekcionara koji je spreman ponuditi veliku svotu novca bilo kome tko ga ulovi i donese. Kasnije, u bijegu od Denzilove bijesne braće, ugledaju leptira na lokalnom groblju. Rodney ga na kraju uhvati u jezeru u obližnjem parku.                                                                                     |              |                            |           |              |               |          |                    |           |         |         |         |         |         |         |         |
| Božićni specijal (1985.) |              |                            |           |              |               |          |                    |           |         |         |         |         |         |         |         |
| 31. | –            | "To Hull and Back"         | Ray Butt  | Ray Butt     | John Sullivan | 90 min.  | 25. prosinca 1985. | 16,9 mil. |         |         |         |         |         |         |         |
| Dok Trotteri uživaju još jednu večer u Kobiljoj glavi, Boycie i njegov poslovni partner Abdul pozovu Del Boya na tajni sastanak, koji uključuje Delov posjet Nizozemskoj u misiji krijumčarenja dijamanata, za što će biti nagrađeni s 15.000 funti. |              |                            |           |              |               |          |                    |           |         |         |         |         |         |         |         |

### Peta sezona (1986.)
| Br. u seriji | Br. u sezoni | Naslov                          | Producent | Redatelj        | Scenarist     | Trajanje | Prikazivanje       | Gledanost |         |         |         |         |         |         |         |
| Epizode | Epizode      | Epizode                         | Epizode   | Epizode         | Epizode       | Epizode  | Epizode            | Epizode   | Epizode | Epizode | Epizode | Epizode | Epizode | Epizode | Epizode |
| --- | ------------ | ------------------------------- | --------- | --------------- | ------------- | -------- | ------------------ | --------- | ------- | ------- | ------- | ------- | ------- | ------- | ------- |
| 32. | 1.           | "From Prussia With Love"        | Ray Butt  | Mandie Fletcher | John Sullivan | 30 min.  | 31. kolovoza 1986. | 12,1 mil. |         |         |         |         |         |         |         |
| Tijekom još jedne večeri u Kobiljoj glavi, Del Boy, Rodney i Albert upoznaju preplašenu 19-godišnju njemačku djevojku koja im kaže kako je godinu dana radila u Engleskoj kao dadilja za obitelj Wainwrights, sve dok je nisu izbacili. Del i Albert odlaze kući, a djevojka se predstavlja Rodneyju kao Anna. Rodney se zatim iznenadi kad otkrije da je Anna trudna. |              |                                 |           |                 |               |          |                    |           |         |         |         |         |         |         |         |
| 33. | 2.           | "The Miracle of Peckham"        | Ray Butt  | Mandie Fletcher | John Sullivan | 29 min.  | 7. rujna 1986.     | 14,2 mil. |         |         |         |         |         |         |         |
| Dok se Rodney brine što će mu mišićavi muškarac zvan Medo učiniti nakon što mu je pijani Rodney ukrao trubu, koju je Albert kasnije bacio u smeće, Del Boy odlazi u crkvu kako bi tražio oproštenje za neka ukradena dobra koja je nedavno kupio, iako ne zna reći o čemu se uopće radilo. Župnik mu objašnjava kako se lokalni hospicij suočava sa zatvaranjem. Dvojac u tom trenutku ugleda čudo: kip Blažene Djevice Marije na oltaru počne plakati. Delu odmah proradi poslovni duh pa kaže Rodneyju da obavijesti medije. |              |                                 |           |                 |               |          |                    |           |         |         |         |         |         |         |         |
| 34. | 3.           | "The Longest Night"             | Ray Butt  | Mandie Fletcher | John Sullivan | 28 min.  | 14. rujna 1986.    | 16,6 mil. |         |         |         |         |         |         |         |
| Tijekom tjedne kupnje u lokalnom supermarketu, Del Boya, Rodneyja i Alberta pozovu u ured direktora g. Petersona nakon što su ih lažno optužili za krađu. U tom trenutku u supermarket ulazi 20-godišnji mladić i pokuša ukrasti nešto hrane, ali ga Tom Clark, šef osiguranja, uhvati na djelu i odvede u direktorov ured. No, mladić, koji se predstavi kao "Sjena", izvuče pištolj i zaprijeti svima u uredu, uključujući Trottere. Čini se kako je mladićev cilj ukrasti veliku svotu novca iz sefa supermarketa kojim upravlja vremenski mehanizam. |              |                                 |           |                 |               |          |                    |           |         |         |         |         |         |         |         |
| 35. | 4.           | "Tea for Three"                 | Ray Butt  | Mandie Fletcher | John Sullivan | 30 min.  | 21. rujna 1986.    | 16,5 mil. |         |         |         |         |         |         |         |
| U Kobiljoj glavi održava se natjecanje talenata, a Albert je deprimiran jer mu je supruga Ada u bolnici. Brzi kaže Delu i Rodneyju da ubrzo stiže njegova nećakinja Lisa. Čini se da je se obojica sjećaju iz djetinjstva. Po Lisinom dolasku, i Del i Rodney je pozovu u stan na čaj. U međuvremenu, Albert se popne na pozornicu i zapjeva pjesmu "Hey There" u čast svoje bolesne žene Ade, te pobjeđuje na natjecanju talenata. Sljedećeg dana, Albert iskušava novi solarij kako bi izliječio mamurluk, a Del ulazi u stan s vrećom hrane za večernji čaj. Međutim, neke se laži okrenu protiv Dela.                                                                                        |              |                                 |           |                 |               |          |                    |           |         |         |         |         |         |         |         |
| 36. | 5.           | "Video Nasty"                   | Ray Butt  | Ray Butt        | John Sullivan | 29 min.  | 28. rujna 1986.    | 17,5 mil. |         |         |         |         |         |         |         |
| U Kobiljoj glavi, dok Brzi i Boycie razgovaraju o Marleneinoj neplodnosti, Rodney ulazi kako bi svima objavio da je njemu i Mickeyju Pearceu povjereno 10.000 funti od strane umjetničke škole za potrebe snimanja filma o lokalnoj zajednici. Rodney svima kaže kako on piše priču za film, dok će ga Mickey režirati. |              |                                 |           |                 |               |          |                    |           |         |         |         |         |         |         |         |
| 37. | 6.           | "Who Wants to Be a Millionaire" | Ray Butt  | Mandie Fletcher | John Sullivan | 29 min.  | 5. listopada 1986. | 18,8 mil. |         |         |         |         |         |         |         |
| Svrativši u Kobilju glavu na piće, Del Boy se iznenadi kad ugleda starog prijatelja i poslovnog partnera iz šezdesetih, Jumba Millsa, koji se vratio u Peckham nakon odlaska u Australiju 1967. s Delovih posljednjih 200 funti. Kako bi mu vratio uslugu, Jumbo ponudi Delu priliku da obnove svoje staro partnerstvo tako što će mu Del pomoći voditi njegov autosalon u Australiji. Kad Del kaže Rodneyju i Albertu o Jumbovoj ponudi, te da će u isto vrijeme sljedeće godine biti milijunaši, sve je spremno za odlazak. Ali kad se sve učinilo savršeno, Albert odbije ići jer je cijeli život putovao po svijetu, a Rodney ne želi ići.                                                   |              |                                 |           |                 |               |          |                    |           |         |         |         |         |         |         |         |
| Božićni specijal (1986.) |              |                                 |           |                 |               |          |                    |           |         |         |         |         |         |         |         |
| 38. | –            | "A Royal Flush"                 | Ray Butt  | Ray Butt        | John Sullivan | 76 min.  | 25. prosinca 1986. | 18,7 mil. |         |         |         |         |         |         |         |
| Dok Del Boy na tržnici prodaje jedaći pribor, Rodney opazi atraktivnu ženu te napušta svoju promatračku poziciju kako bi razgovarao s njom. U Sidovovom lokalu ona mu se predstavlja kao lady Victoria Marsham Hales od Kuće Covington, Berkshire. Nakon daljnjeg istraživanja, Rodney otkriva da je ona kćer Vojvode od Mayleburyja, kraljičinog rođaka u drugom koljenu. Osjetivši kako bi Trotteri mogli postati milijunaši, Del odlučuje pomoći Rodneyju da njegovo prijateljstvo s mladom plemkinjom preraste u nešto ozbiljnije, pa između ostalog nabavlja ulaznice za operu Carmen. U večeri opere, stižu Rodney i Victoria, ali otkrivaju kako se ondje pojavio i Del s pratiljom June. |              |                                 |           |                 |               |          |                    |           |         |         |         |         |         |         |         |
| Božićni specijal (1987.) |              |                                 |           |                 |               |          |                    |           |         |         |         |         |         |         |         |
| 39. | –            | "The Frog's Legacy"             | Ray Butt  | Ray Butt        | John Sullivan | 60 min.  | 25. prosinca 1987. | 14,5 mil. |         |         |         |         |         |         |         |
| Del Boy, Rodney i Albert prisustvuju vjenčanju nećakinje Brzog, Lise, koja se prethodno pojavila u epizodi "Tea for Three". Delu ondje tetka Brzog, Renee, ispriča priču o poznatom lokalnom lopovu džentlmenu, Freddieju "Žapcu" Robdalu. Sugerira se kako su se Delova majka i Robdala upoznali 1959., te se "sprijateljili". Renee opisuje Freddieja Robdala kao iznimno kulturnog čovjeka, koji je bio jako zainteresiran za francuska vina i slike, iako je, kako ona kaže, Robdal bio "pomalo kicoš". Robdal je nadimak zaradio dok je bio ronilac u Kraljevskoj mornarici, a zlato koje je ukrao sakrio je usred mora tako da ga je praktički nemoguće pronaći.                           |              |                                 |           |                 |               |          |                    |           |         |         |         |         |         |         |         |

### Šesta sezona (1989.)
| Br. u seriji | Br. u sezoni             | Naslov                     | Producent                | Redatelj                 | Scenarist                | Trajanje                 | Prikazivanje             | Gledanost                |                          |                          |                          |                          |                          |                          |                          |
| Božićni specijal (1988.) | Božićni specijal (1988.) | Božićni specijal (1988.)   | Božićni specijal (1988.) | Božićni specijal (1988.) | Božićni specijal (1988.) | Božićni specijal (1988.) | Božićni specijal (1988.) | Božićni specijal (1988.) | Božićni specijal (1988.) | Božićni specijal (1988.) | Božićni specijal (1988.) | Božićni specijal (1988.) | Božićni specijal (1988.) | Božićni specijal (1988.) | Božićni specijal (1988.) |
| --- | ------------------------ | -------------------------- | ------------------------ | ------------------------ | ------------------------ | ------------------------ | ------------------------ | ------------------------ | ------------------------ | ------------------------ | ------------------------ | ------------------------ | ------------------------ | ------------------------ | ------------------------ |
| 40. | –                        | "Dates"                    | Gareth Gwenlan           | Tony Dow                 | John Sullivan            | 80 min.                  | 25. prosinca 1988.       | 16,6 mil.                |                          |                          |                          |                          |                          |                          |                          |
| Trotteri su u zadnje vrijeme zaradili dosta novca, a približava se Albertov 68. rođendan, iako Del Boy i Rodney glume da su ga zaboravili. U međuvremenu, nakon što ga je impresionirala djevojka koju je Brzi upoznao preko agencije za upoznavanje, i Del se odlučuje prijaviti. Nazvavši se Derek Duvall, direktor uspješne tvrtke za uvoz i izvoz, upoznaje glumicu u proboju Raquel Turner. Par se dobro slaže i dogovaraju novi sastanak. Del upita Raquel hoće li mu se pridružiti na Albertovu nadolazećem rođendanu, ali ona odbija zbog glumačke škole koju mora pohađati.                                                                                              |                          |                            |                          |                          |                          |                          |                          |                          |                          |                          |                          |                          |                          |                          |                          |
| Epizode |                          |                            |                          |                          |                          |                          |                          |                          |                          |                          |                          |                          |                          |                          |                          |
| 41. | 1.                       | "Yuppy Love"               | Gareth Gwenlan           | Tony Dow                 | John Sullivan            | 49 min.                  | 8. siječnja 1989.        | 13,9 mil.                |                          |                          |                          |                          |                          |                          |                          |
| Nakon što je film Wall Street na njega ostavio snažan dojam, pogotovo njegov glavni lik, nemilosrdni biznismen Gordon Gekko, Del Boy je odlučio usvojiti novi "yuppy" izgled, koji uključuje košulju na pruge i crvene tregere, rokovnik i srebrnu aktovku. Rodney se učlanio na večernji informatički tečaj, gdje upoznaje djevojku. Kasnije je susretne i u noćnom klubu, gdje mu ona ponudi prijevoz kući. Prvo odvozi svoju prijateljicu. Postiđen mišlju da Cassandra vidi njegov općinski stan, Rodney je umjesto toga usmjeri na otmjenu King's Avenue, sugerirajući da ondje živi.                                                                                        |                          |                            |                          |                          |                          |                          |                          |                          |                          |                          |                          |                          |                          |                          |                          |
| 42. | 2.                       | "Danger UXD"               | Gareth Gwenlan           | Tony Dow                 | John Sullivan            | 48 min.                  | 15. siječnja 1989.       | 16,1 mil.                |                          |                          |                          |                          |                          |                          |                          |
| Nastavljajući sa svojim yuppy životnim stilom, Del Boy potakne Rodneyja da se pridruži zabavi. Osim toga, Delovi posljednji artikli za prodaju su videorekorderi Ronnieja Nelsona i svježe rajčice iz Jerseyja. U Kobiljoj glavi, Denzil kaže Mikeu i Trotterima da bi trebao izvesti svoju suprugu Corrine na večeru kako bi proslavili svoju godišnjicu, ali ne može zato što mora pokupiti pošiljku 50 odbačenih lutki iz trgovine u High Wycombeu. Del preuzima lutke od Denzila. Natrag u stanu, Trotteri otkrivaju kako se radi o seks lutkama zvanima Pohotna Linda i Erotična Estelle. Del predloži da odnesu lutke do čovjeka zvanog Prljavi Barry, vlasniku seks shopa. |                          |                            |                          |                          |                          |                          |                          |                          |                          |                          |                          |                          |                          |                          |                          |
| 43. | 3.                       | "Chain Gang"               | Gareth Gwenlan           | Tony Dow                 | John Sullivan            | 49 min.                  | 22. siječnja 1989.       | 16,3 mil.                |                          |                          |                          |                          |                          |                          |                          |
| Tijekom izlaska u One-Eleven Club, Rodney upoznaje Cassandru s Del Boyem. Susreću i Arnieja, umirovljenog draguljara iz Lambetha koji zainteresira Trottere sa 250 18-karatnih zlatnih ogrlica, koje su navodno trebale biti prodane gangsteru Maxiju Stavrosu. No, Stavros nije kontaktirao Arnieja već duže vrijeme pa je Arnie prisiljen prodati ih u pola cijene. Del formira vlastiti konzorcij koji se sastoji od njega, Rodneyja, Alberta, Boycieja, Brzog i Mikea koji, nakon provjere kod neovisnog draguljara, kupuje ogrlice za 12.500 funti. Međutim, postavlja se pitanje što Arnie zapravo smjera?                                                                  |                          |                            |                          |                          |                          |                          |                          |                          |                          |                          |                          |                          |                          |                          |                          |
| 44. | 4.                       | "The Unlucky Winner Is..." | Gareth Gwenlan           | Tony Dow                 | John Sullivan            | 49 min.                  | 29. siječnja 1989.       | 17 mil.                  |                          |                          |                          |                          |                          |                          |                          |
| Del Boy se počeo prijavljivati za razne nagradne natječaje, pa tako bez Rodneyjeva znanja prijavljuje jednu njegovu sliku koju je ovaj naslikao s 14 godina. Roedneyjevo djelo postaje jedno od izabranih pa osvaja nagradno putovanje u Španjolsku, ali kad ga je obavještavao o nagradi, Del zataji da je Rodney pobijedio u kategoriji mlađih od 15 godina. U zračnoj luci, Del konačno kaže Rodneyju i Cassandri pravo stanje stvari, odnosno da organizatori misle kako je Rodneyju 14 godina. Nagovara par da odigraju igru do kraja, što znači da Rodney tjedan dana mora glumiti da ima 14, dok će Del glumiti njegova oca, a Cassandra njegovu zakonitu maćehu.          |                          |                            |                          |                          |                          |                          |                          |                          |                          |                          |                          |                          |                          |                          |                          |
| 45. | 5.                       | "Sickness and Wealth"      | Gareth Gwenlan           | Tony Dow                 | John Sullivan            | 56 min.                  | 5. veljače 1989.         | 18,2 mil.                |                          |                          |                          |                          |                          |                          |                          |
| Del Boya muče probavni problemi, ali odbija posjetiti liječnika jer ih se boji. Osim toga, u zadnje je vrijeme pod velikim stresom jer se ne prodaje njegova užasna ženska ljetna odjevna kolekcija, a i nije platio stanarinu pa se suočava s potencijalnom deložacijom. Međutim, i dalje vodi yuppy životni stil, hraneći se u curry lokalima i bistroima te plaćajući runde u vinskim barovima i pubovima, sve na "kredu", što stvara nove dugove. Del sazna da je Albertova nova djevojka Elsie Partridge bila medij i u tom ugleda rješenje za svoje financijske brige. |                          |                            |                          |                          |                          |                          |                          |                          |                          |                          |                          |                          |                          |                          |                          |
| 46. | 6.                       | "Little Problems"          | Gareth Gwenlan           | Tony Dow                 | John Sullivan            | 49 min.                  | 12. veljače 1989.        | 18,9 mil.                |                          |                          |                          |                          |                          |                          |                          |
| Kako se bliži brak s Cassandrom, Rodney je zabrinut da nikad neće dobiti diplomu iz informatike budući da je opet pao na ispitu, a i ne može skupiti 2.000 funti za svoj i Cassandrin novi stan. Međutim, Del Boy se pobrine za te probleme: najavljuje kako će dati novac Rodneyju kao svoj vjenčani dar, a zatim mu predaje diplomu, rekavši mu da je njegov profesor odgodio ocjenjivanje nekih diploma. Nakon što je Rodney otišao, Del se povjeri Ujaku Albertu da je Rodney zapravo pao na ispitu i da je morao podmititi njegova profesora sa 150 funti kako bi mu dao prolaznu ocjenu.                                                                                    |                          |                            |                          |                          |                          |                          |                          |                          |                          |                          |                          |                          |                          |                          |                          |
| Božićni specijal (1989.) |                          |                            |                          |                          |                          |                          |                          |                          |                          |                          |                          |                          |                          |                          |                          |
| 47. | –                        | "The Jolly Boys' Outing"   | Gareth Gwenlan           | Tony Dow                 | John Sullivan            | 85 min.                  | 25. prosinca 1989.       | 20,1 mil.                |                          |                          |                          |                          |                          |                          |                          |
| Jednodnevni izlet u Margate pokazuje se kao prepun dogodovština: vozač autobusa se napije na pola putovanja (ipak, kasnije se ispostavlja da su ga omamile pare iz gorećeg radija), Rodney biva uhićen zbog slučajnog napucavanja lopte u policajca, a Alan se razboli nakon što je pojeo previše želea od jegulja. Kad se ekipa namjeravala vratiti, njihov autobus, opremljen jednim od nekvalitetnih radija koje je nedavno prodavao Del, zapali se i eksplodira. Zbog štrajka željezničara i praznika, ekipa je prisiljena prenoćiti u Margateu. |                          |                            |                          |                          |                          |                          |                          |                          |                          |                          |                          |                          |                          |                          |                          |

### Sedma sezona (1990.–1991.)
| Br. u seriji | Br. u sezoni             | Naslov                          | Producent                | Redatelj                 | Scenarist                | Trajanje                 | Prikazivanje             | Gledanost                |                          |                          |                          |                          |                          |                          |                          |
| Božićni specijal (1990.) | Božićni specijal (1990.) | Božićni specijal (1990.)        | Božićni specijal (1990.) | Božićni specijal (1990.) | Božićni specijal (1990.) | Božićni specijal (1990.) | Božićni specijal (1990.) | Božićni specijal (1990.) | Božićni specijal (1990.) | Božićni specijal (1990.) | Božićni specijal (1990.) | Božićni specijal (1990.) | Božićni specijal (1990.) | Božićni specijal (1990.) | Božićni specijal (1990.) |
| --- | ------------------------ | ------------------------------- | ------------------------ | ------------------------ | ------------------------ | ------------------------ | ------------------------ | ------------------------ | ------------------------ | ------------------------ | ------------------------ | ------------------------ | ------------------------ | ------------------------ | ------------------------ |
| 48. | –                        | "Rodney Come Home"              | Gareth Gwenlan           | Tony Dow                 | John Sullivan            | 75 min.                  | 25. prosinca 1990.       | 17,9 mil.                |                          |                          |                          |                          |                          |                          |                          |
| Albert i Del Boy u robnoj kući prodaju dječje lutke koje pjevaju kineske melodije. U međuvremenu, u Parry Print Ltd, ogladnjeli Rodney otkriva da mu je Cassandra spremila vrlo slab sendvič, a nova mu tajnica odbija otići kupiti hamburger tijekom stanke za ručak. Ali kad opazi Raquel koja ide iz kupnje punih vrećica ukusne hrane, Rodney je pozove u svoj ured gdje porazgovaraju o turneji na kojoj je Raquel u međuvremenu bila i Rodneyjevu braku s Cassandrom. |                          |                                 |                          |                          |                          |                          |                          |                          |                          |                          |                          |                          |                          |                          |                          |
| Epizode |                          |                                 |                          |                          |                          |                          |                          |                          |                          |                          |                          |                          |                          |                          |                          |
| 49. | 1.                       | "The Sky's the Limit"           | Gareth Gwenlan           | Tony Dow                 | John Sullivan            | 49 min.                  | 30. prosinca 1990.       | 15 mil.                  |                          |                          |                          |                          |                          |                          |                          |
| Dok Albert sprema doručak, Del Boy kaže ujaku kako Raquel sada spava s njim umjesto u Rodneyjevoj sobi. Albert zatim upita Dela hoće li učiniti nešto jer se Rodney svake noći opija u Kobiljoj glavi otkad ga je Cassandra izbacila na ulicu i otišla u Španjolsku k majci Pam. Del kaže da će uvečer razgovarati s njenim ocem Alanom i pokušati riješiti problem. |                          |                                 |                          |                          |                          |                          |                          |                          |                          |                          |                          |                          |                          |                          |                          |
| 50. | 2.                       | "The Chance of a Lunchtime"     | Gareth Gwenlan           | Tony Dow                 | John Sullivan            | 49 min.                  | 6. siječnja 1991.        | 16,6 mil.                |                          |                          |                          |                          |                          |                          |                          |
| Raquel je dobila priliku da pokrene vlastitu glumačku karijeru s mrtve točke nakon što je dobila ulogu Rosalind u Shakespearovom komadu Kako vam drago, a Del je u potpunosti podržava i pomaže. U međuvremenu, Del, svjestan da Rodney nije razgovarao s njom otkako se vratila s odmora u Španjolskoj, odlazi posjetiti Cassandru i ujedno popraviti vrata na njenom i Rodneyjevom stanu. Del zatim kaže Cassandri da se Rodney želi sastati s njom te večeri u malom restoranu u 19:30. Cassandra pristane na spoj i termin. Kasnije, natrag u Naselju Nelsona Mandele, Del obećava Raquel da će joj pomoći u probi za predstavu.                                         |                          |                                 |                          |                          |                          |                          |                          |                          |                          |                          |                          |                          |                          |                          |                          |
| 51. | 3.                       | "Stage Fright"                  | Gareth Gwenlan           | Tony Dow                 | John Sullivan            | 49 min.                  | 13. siječnja 1991.       | 16,6 mil.                |                          |                          |                          |                          |                          |                          |                          |
| Kako je Raquel sada trudna, Del Boy odlučuje kako je vrijeme da mora povećati prihode. Priliku da postane milijunaš pronalazi kad čuje kako klub Starlight Rooms, kojeg vodi njegov stari poznanik Eric, treba dobru zabavnu točku. Del vjeruje kako je Raquel savršena za to, a ona mu kasnije spominje kako njezin odvjetnik traži njenog bivšeg muža. Del zatim uspješno nagovara Raquel da se uda za njega. Kasnije, u Klubu pokraj rijeke, Del i Rodney susreću prijatelja Brzog, Tonyja Angelina, Raspjevanog smetlara, koji se odijeva po uzoru na Toma Jonesa i pjeva raznim starijim ženama koje žude za njim. Del smatra kako bi Tony i Raquel činili savršen par. |                          |                                 |                          |                          |                          |                          |                          |                          |                          |                          |                          |                          |                          |                          |                          |
| 52. | 4.                       | "The Class of '62"              | Gareth Gwenlan           | Tony Dow                 | John Sullivan            | 49 min.                  | 20. siječnja 1991.       | 16,2 mil.                |                          |                          |                          |                          |                          |                          |                          |
| Raquel od svojeg odvjetnika dobiva pismo kojim je obavještava kako je uspio pronaći njezinog bivšeg muža, koji razmatra da podnese zahtjev za razvod. Del Boy i Rodney dobivaju faks a svoj novi Futafax stroj od Mikea da će se u Kobiljoj glavi održati okupljanje generacije 1962. Opće srednje škole Martin Luther King. Na okupljanju, Del, Rodney, Boycie, Brzi i Denzil čude se tko je sve to organizirao; ispostavlja se da je misteriozni organizator prezreni bivši policajac Roy Slater. Slater im kaže kako su ga petogodišnji zatvor zbog incidenta s krijumčarenjem dijamanata i smrt oca promijenili nabolje.                                                 |                          |                                 |                          |                          |                          |                          |                          |                          |                          |                          |                          |                          |                          |                          |                          |
| 53. | 5.                       | "He Ain't Heavy, He's My Uncle" | Gareth Gwenlan           | Tony Dow                 | John Sullivan            | 48 min.                  | 27. siječnja 1991.       | 17,2 mil.                |                          |                          |                          |                          |                          |                          |                          |
| U Kobiljoj glavi se održava zabava za starije od 60 godina, a Albert želi plesati s Marleneinom majkom, Dorom Lane. U međuvremenu, zbog Raqueline trudnoće, Del Boy odlučuje kako je vrijeme da nabavi drugo auto. Kod Boycieja kupuje Ford Capri Ghiu iz 1977. Te večeri, u Kobiljoj glavi, dok Albert igra domine sa svojim starim prijateljem i rivalom, Kuc-Kucom, Trotteri u pozadini primjećuju bandu skinheada. Dva sata kasnije, natrag u Naselju Nelsona Mandele, Del kaže Raquel da je kupio Capri Ghiu kako bi ju svuda vozio sigurno. Upravo tada u stan upada Rodney i kaže im da je Albert pokraden.                                                           |                          |                                 |                          |                          |                          |                          |                          |                          |                          |                          |                          |                          |                          |                          |                          |
| 54. | 6.                       | "Three Men, a Woman and a Baby" | Gareth Gwenlan           | Tony Dow                 | John Sullivan            | 49 min.                  | 3. veljače 1991.         | 18,9 mil.                |                          |                          |                          |                          |                          |                          |                          |
| Rodney ulazi u dnevni boravak pateći od još jednog mamurluka, a Albert mu kaže kako je Raquel u visokom stupnju trudnoće te da će Del Boy ubrzo postati otac. Dok Rodney i Albert razgovaraju hoće li dijete biti dječak ili djevojčica, ulazi Raquel, a ubrzo nakon nje i Del, koji nosi veliku kartonsku kutiju s natpisom "Crowning Glory, wigs of distinction", koju je dobio od Mustaphine bangladeške mesarnice. Del zatim podsjeti Rodneyja da to poslijepodne vodi Cassandru u Hampton Court. Kasnije tog dana, u Kobiljoj glavi, održava se natjecanje koje će ime nositi dijete Dela i Raquel.                                                                     |                          |                                 |                          |                          |                          |                          |                          |                          |                          |                          |                          |                          |                          |                          |                          |

### Božićni specijali (1991.–2003.)
| Br. u seriji | Naslov                             | Producent      | Redatelj       | Scenarist     | Trajanje | Prikazivanje       | Gledanost |       |       |       |       |       |       |       |       |
| 1991. | 1991.                              | 1991.          | 1991.          | 1991.         | 1991.    | 1991.              | 1991.     | 1991. | 1991. | 1991. | 1991. | 1991. | 1991. | 1991. | 1991. |
| --- | ---------------------------------- | -------------- | -------------- | ------------- | -------- | ------------------ | --------- | ----- | ----- | ----- | ----- | ----- | ----- | ----- | ----- |
| 55. | "Miami Twice: The American Dream"  | Gareth Gwenlan | Gareth Gwenlan | John Sullivan | 50 min.  | 24. prosinca 1991. | 17,7 mil. |       |       |       |       |       |       |       |       |
| Nakon Damienova krštenja Del Boy zaključujue dogovor s vikarom prema kojem će mu prodati "pred-kršteno" župno vino iz Rumunjske. Vikar će blagosloviti kamione natovarene vinom, koje će se nakon toga prodavati širom Britanije. U međuvremenu Rodney se polako pomiruje s Cassandrom, ostavši s njom preko vikenda, a od Alana saznaje kako nakon svog otkaza u Parry Print Ltd ima pravo tražiti otpremninu. Nekoliko dana poslije, u Sidovu lokalu, Del kaže Rodneyju kako ga može pomiriti s Cassandrom za čas vremena: odmorom u Miamiju, za koje je Del već kupio karte Rodneyjevim novcem od otpremnine, međutim Cassandra ne može ići.                             |                                    |                |                |               |          |                    |           |       |       |       |       |       |       |       |       |
| 56. | "Miami Twice: Oh To Be In England" | Gareth Gwenlan | Tony Dow       | John Sullivan | 95 min.  | 25. prosinca 1991. | 14,9 mil. |       |       |       |       |       |       |       |       |
| Del Boy i Rodney su sredili odmor u Miamiju te odlaze. Prve noći u baru se sprijatelje sa skupinom muškaraca za koje kasnije shvaćaju da su članovi lokalne mafije. Ispotavlja se da je šef obitelji, Don Vincenzo "Vinny the Chain" Ochetti, na suđenju i da se suočava s doživotnim zatvorom zbog raznih većih zločina. Ispostavlja se i da je Ochetti Del Boyev dvojnik te da je njegova obitelj skovala urotu da ubiju Dela, s namjerom da sve prikažu kao ubojstvo pravog šefa obitelji što bi ga spasilo od zatvorske kazne. |                                    |                |                |               |          |                    |           |       |       |       |       |       |       |       |       |
| 1992. |                                    |                |                |               |          |                    |           |       |       |       |       |       |       |       |       |
| 57. | "Mother Nature's Son"              | Gareth Gwenlan | Tony Dow       | John Sullivan | 65 min.  | 25. prosinca 1992. | 20,1 mil. |       |       |       |       |       |       |       |       |
| Približava se Božić, a Delov zahtjev za otkupljivanje općinskog stana Trotterovih konačno je odobren, što znači da je on sada postao vlasnik stana. Nasljeđuje i Djedovu staru parcelu, ali i dobiva općinski zahtjev da s iste parcele ukloni opasni otpad. Ispostavlja se da otpad čine bačve koje sadrže nepoznatu žutu tekućinu. Del u pomoć pozove Brzog i Denzila kako bi prevezli bačve u Denzilovu kombiju do općinskog odlagališta (koje je noću zatvoreno), iako ih na kraju izbacuju "u jezero". |                                    |                |                |               |          |                    |           |       |       |       |       |       |       |       |       |
| 1993. |                                    |                |                |               |          |                    |           |       |       |       |       |       |       |       |       |
| 58. | "Fatal Extraction"                 | Gareth Gwenlan | Tony Dow       | John Sullivan | 85 min.  | 25. prosinca 1993. | 19,5 mil. |       |       |       |       |       |       |       |       |
| Peckham se našao u središtu prosvjeda, a Del Boy pije i provodi noći u One-Eleven Clubu kockajući se, da stvar bude gora muči ga i zubobolja. Raquel nije zadovoljna situacijom budući da ga jedva viđa. U međuvremenu, Rodneyjev i Cassandrin brak je krenuo nabolje budući da su se odlučili proširiti obitelj. U Sidovu lokalu, Del govori kako je upoznao Marlene u kladionici u Lewisham Groveu. Rodney jedne noći uhvati Dela kako se kocka u One-Eleven Clubu, a Del objašnjava kako je sklopio dogovor s Ronniejem Nelsonom kojim bi dobio neke stare ruske vojne kamere čijom bi prodajom preko Božića spojio kraj s krajem.                                       |                                    |                |                |               |          |                    |           |       |       |       |       |       |       |       |       |
| 1996. |                                    |                |                |               |          |                    |           |       |       |       |       |       |       |       |       |
| 59. | "Heroes and Villains"              | Gareth Gwenlan | Tony Dow       | John Sullivan | 60 min.  | 25. prosinca 1996. | 21,3 mil. |       |       |       |       |       |       |       |       |
| Rodney za rođendan od Dela dobiva narukvicu s imenom "Rooney". Delov zahtjev za općinski zajam je odbijen, a Raquel dobiva pismo od svojih otuđenih roditelja koji se žele sastati s njom. Rodney i Cassandra pokušavaju začeti dijete, a Ujak Albert popije jedan od njezinih uzoraka urina vjerujući kako se radi o soku od jabuke. Del kupuje ulaznice za sebe i Rodneyja za kostimiranu rođendansku zabavu, Cassandra odlazi u Španjolsku sa svojom majkom, a Raquel i Damien psojećuju njene roditelje. |                                    |                |                |               |          |                    |           |       |       |       |       |       |       |       |       |
| 60. | "Modern Men"                       | Gareth Gwenlan | Tony Dow       | John Sullivan | 60 min.  | 27. prosinca 1996. | 21,3 mil. |       |       |       |       |       |       |       |       |
| Sad kada Cassandra i Rodney očekuju dijete, Trotteri odlaze na proslavu u Kobilju glavu. Mickey Pearce podsjeti Rodneyja da mora naći odgovarajući posao sada kada čeka dijete. Dela muči ideja o vazektomiji, a braća zbog lošeg posla izbjegavaju dr. Singha. Dvojac ubrzo saznaje kako je Cassandra pobacila. |                                    |                |                |               |          |                    |           |       |       |       |       |       |       |       |       |
| 61. | "Time on Our Hands"                | Gareth Gwenlan | Tony Dow       | John Sullivan | 60 min.  | 29. prosinca 1996. | 24,3 mil. |       |       |       |       |       |       |       |       |
| Nervozna Raquel priprema se za posjet svojih roditelja, Jamesa i Audrey, na večeri u stanu, a posebno je brine što će upoznati Dela. Del i Albert je uvjeravaju kako će joj pomoći. Del je još zabrinut za Rodneyja nakon što su on i Cassandra prije dva tjedna pretrpjeli pobačaj, a Albert predloži da se zabave "protu-brigom" kako ne bi mislili na nesretni događaj, nakon čega Del počne glumiti da je bolestan, iako Rodney jedva primjećuje. Kasnije, Del organizira lažni kvar dizala kako bi u njemu zarobio Rodneyja, kako bi se ovaj konačno otvorio. Kasnije, James primjećuje da braća posjeduju vrijedan sat - predmet koji bi ih mogao osigurati za život. |                                    |                |                |               |          |                    |           |       |       |       |       |       |       |       |       |
| 2001. |                                    |                |                |               |          |                    |           |       |       |       |       |       |       |       |       |
| 62. | "If They Could See Us Now"         | Gareth Gwenlan | Tony Dow       | John Sullivan | 71 min.  | 25. prosinca 2001. | 21,3 mil. |       |       |       |       |       |       |       |       |
| Del i Rodney prepričavaju odvjetniku posljednji blagdan. U karipskom odmorištu Rodney osjeća krivnju zato što nisu poveli Ujaka Alberta, ali ga Del podsjeća kako je ostao s Elsie Partridge. Kasnije Del saznaje da je burza Središnje Amerike krahirala, što znači da su Trotteri izgubili sav novac. Obitelj pobjegne iz hotela bez plaćanja računa. Ulazeći u sudnicu, Del objašnjava kako je Mike završio u zatvoru zbog prijevare da će on i Rodney morati prodati svoje seosko imanje i luksuzni apartman kako bi otplatili dugove. Međutim, još uvijek posjeduju stan u Naselju Nelsona Mandele.                                                                    |                                    |                |                |               |          |                    |           |       |       |       |       |       |       |       |       |
| 2002. |                                    |                |                |               |          |                    |           |       |       |       |       |       |       |       |       |
| 63. | "Strangers on the Shore"           | Gareth Gwenlan | Tony Dow       | John Sullivan | 75 min.  | 25. prosinca 2002. | 17,4 mil. |       |       |       |       |       |       |       |       |
| Sad kada su Trotteri izgubili sve bogatstvo zbog ulaganja u varljivo tržište Srednje Amerike, Del Boy radi kao Boyciejev vozač. Dok se on i Marlene pripremaju za odlazak na vjenčanje svojih rođaka, Boycie kaže Delu kako će nakon potpisivanja ugovora u Francuskoj postati milijunaš. U međuvremenu, u Naselju Nelsona Mandele, Rodney pokušava čuvati Damiena. Po Delovu povratku stiže pismo za pokojnog Ujaka Alberta u kojem se traži njegov dolazak u malo selo u Francuskoj. |                                    |                |                |               |          |                    |           |       |       |       |       |       |       |       |       |
| 2003. |                                    |                |                |               |          |                    |           |       |       |       |       |       |       |       |       |
| 64. | "Sleepless in Peckham"             | Gareth Gwenlan | Tony Dow       | John Sullivan | 75 min.  | 25. prosinca 2003. | 16,3 mil. |       |       |       |       |       |       |       |       |
| U Peckhamu se sve čini mirno i spokojno. Cassandra je u kasnoj fazi trudnoće, što znači da će Rodney konačno postati otac. Na groblju Del čisti spomenik svoje i Rodneyjeve majke Joan. Otkriva se kako su, nakon što su postali milijunaši, Trotteri iskoristili jedan dio svog novca kako bi potpuno preuredili majčin grob. Kasnije, u Kobiljoj glavi, Sid kaže Brzom da je od Mikea dobio prijedlog kako preurediti pub. Pokazuje i Rodneyju, Delu, Brzom i Mickeyju Pearceu staru fotografiju s prvog muškog izleta iz 1960. Mickey i Sid špekuliraju kako je Boycie ubio Marlene.                                                                                     |                                    |                |                |               |          |                    |           |       |       |       |       |       |       |       |       |

## DVD izdanja

### Standardne epizode
| Sezona         | Epizode | Prvo prikazivanje | DVD izdanje         | DVD izdanje         | DVD izdanje       |
| Sezona         | Epizode | Prvo prikazivanje | Regija 1            | Regija 2            | Regija 3          |
| -------------- | ------- | ----------------- | ------------------- | ------------------- | ----------------- |
| Prva sezona    | 7       | 1981.             | 7. listopada 2003.  | 20. studenoga 2000. | 3. svibnja 2004.  |
| Druga sezona   | 8       | 1982.             | 7. listopada 2003.  | 2. travnja 2001.    | 3. svibnja 2004.  |
| Treća sezona   | 8       | 1983.             | 7. listopada 2003.  | 4. lipnja 2001.     | 2005.             |
| Četvrta sezona | 7       | 1985.             | 12. listopada 2004. | 1. listopada 2001.  | 2005.             |
| Peta sezona    | 6       | 1986.             | 12. listopada 2004. | 30. rujna 2002.     | 4. kolovoza 2005. |
| Šesta sezona   | 6       | 1989.             | 11. listopada 2005. | 22. rujna 2003.     | 4. kolovoza 2005. |
| Sedma sezona   | 6       | 1990. – 1991.     | 10. listopada 2006. | 6. rujna 2004.      | 4. svibnja 2006   |

### Specijali
| Specijal | Trajanje | Br. epizoda | DVD izdanje (R2)   |
| -------- | -------- | ----------- | ------------------ |
| 1987.    | 60 min.  | 1           | 20. studenog 2000. |
| 1988.    | 80 min.  | 1           | 6. svibnja 2002.   |
| 1990.    | 75 min.  | 1           | 14. veljače 2005.  |
| 1991.    | 145 min. | 2           | 19. svibnja 2003.  |
| 1992.    | 65 min.  | 1           | 24. svibnja 2004.  |
| 1993.    | 85 min.  | 1           | 12. srpnja 2004.   |
| 1996.    | 180 min. | 3           | 9. veljače 2004.   |
| 2001.    | 70 min.  | 1           | 11. studenog 2002. |
| 2002.    | 75 min.  | 1           | 17. studenog 2003. |
| 2003.    | 75 min.  | 1           | 4. listopada 2004. |